# محسن محمدپور
محسن محمدپور (زادهٔ ۲۷ مرداد ۱۳۸۱ در خرمشهر – درگذشتهٔ ۲۵ آبان ۱۳۹۸ در خرمشهر) یکی از کشته‌شدگان اعتراضات آبان ۱۳۹۸ ایران بود که در خرمشهر توسط جمهوری اسلامی کشته شد.

## زندگی
محسن محمدپور ابوجدیعی، در سال ۱۳۸۱ در خرمشهر متولد شد. او دانش‌آموز بود و هر روز پس از پایان مدرسه، برای کمک به خانواده، به کارگری ساختمان و بنایی مشغول بود.

## کشته شدن
محسن محمدپور، در تجمع اعتراضی روز ۲۵ آبان ۱۳۹۸ در درگیری‌های فلکه دروازه خرمشهر در خیابان حافظ، به‌دلیل ضرب‌وشتم شدید نیروهای امنیتی و ضربات شوکر و باتون به گردن و جمجمه‌اش به کما رفت. او پس از ۴ روز در بیمارستان ولیعصر خرمشهر جان‌باخت. ویدئویی از لحظه‌ای پس از ضرب‌وشتم وی در فضای مجازی منتشر شد در حالی که با صورتی خونین به زمین افتاده بود و لباس سیاه یک هیئت عزاداری را به تن داشت. این تصویر را با تصویر صورت خونین ندا آقاسلطان از جان‌باختگان اعتراضات به نتیجهٔ انتخابات دهم ریاست‌جمهوری ایران مقایسه کرده‌اند.

## تدفین
خانوادهٔ محمدپور هنگام تحویل پیکر فرزندشان متوجه شدند که جنازه او کالبدشکافی شده و برخی اعضای بدن تخلیه شده‌است. مراسم تشییع و تدفین پیکر محسن محمدپور با حضور نیروهای امنیتی و با تهدید خانواده‌اش به سکوت رسانه‌ای، انجام شد.

## میراث
گرافیتی‌هایی از تصویر محسن محمدپور در برخی دیوارهای خیابان‌های تهران نقش بست.
شاهین نجفی در آهنگ بشمار از آلبوم بشمار به کشته شدن وی اشاره می‌کند:
«... محسن ما کف دستش خط خطی بوده از کار بی دست کش...»

## تغییر سنگ قبر توسط بنیاد شهید
بهمن ۱۴۰۰، بنیاد شهید بدون اطلاع خانوادهٔ محمدپور، با تغییر سنگ قبر محسن محمدپور، کلمهٔ «شهید» را روی سنگ اضافه کرد. روی سنگ قبر که عنوان «بنیاد شهید و امور ایثارگران شهرستان خرمشهر» نیز آورده شده، تاریخ ۲۵ آبان ۱۳۹۸ به‌عنوان تاریخ «شهادت» ذکر شده‌است.

## در وصف محسن محمدپور
بخش‌هایی از سرودهٔ «حسن حسام»، شاعر ساکن پاریس، تحت عنوان «مرثیه برای محسن»:
از روزِ مرگی‌ات
گلِ من
رها شده‌ای؟!
هفده بهارِ بی‌بار
بر شانه‌های خسته کشیدی
و بیش از این نکشیدی!؟
جانت به لب رسید سرانجام
رها شدی از خود
آواز روشنت پیچید
در آوازِ دوزخیانِ له‌شده
درآوازِ مردمانِ تهی‌دست
تا.
کودکانِ کار،
درکلاسِ درس بنشینند
تا.
رنگین‌کمان رویایت
آرزوی‌های یخ‌زده را
گرما بخشد….